# Villa Gallotti
Die Villa Gallotti ist ein Landhaus aus dem 17. Jahrhundert am Posillipohügel von Neapel in der italienischen Region Kampanien. Es liegt in einem privaten Park und ist über eine lange Allee von der Via Posillipo aus zugänglich; die Hausnummer ist 54. Am Ende eines gewundenen Sträßchens, das den Posillipohügel mit dem Meer verbindet, begrenzt eine Tuffsteinmauer mit Zinnen und Leitern, die mit dem Ufer verbunden sind, das Anwesen; daran ist ein kleiner Pier angeschlossen.

## Geschichte
Der älteste Kern des Gebäudes, von dem wir durch die Ansicht von durch den Stich von Alessandro Baratta von 1629 Kenntnis haben, wird dort als „Palazzo di Gironimo Sizzano“ bezeichnet. 1644 kaufte der Abt Diego Passaro das Gebäude und das umgebende Gelände; wenige Jahre später fiel das Anwesen an die Familie Ferraro, die es bis 1816 behielt. Dann wurde die Villa an die Grafen Lancellotti verkauft.
Knapp zwei Jahre später kaufte die englische Aristokratin Elizabeth Craven das Landhaus und das umgebende Grundstück, von dem sie einen Teil zum Bau ihres neuen Landhauses, der Villa Craven, nutzte.
Im Laufe des 19. Jahrhunderts wechselten sich viele verschiedene Besitzer des Anwesens ab. 1834 kaufte der Unternehmer Domenico Gallotti den größten Teil des verbleibenden Grundstücks (Bauernhaus, Weinberge, von Bäumen gesäumtes Ackerland und etliche Gebäude); ein Teil der Villa gehört heute noch seinen Nachkommen, darunter auch Marialuigia Gallotti.

## Beschreibung
Die Villa hat einen rechteckigen Grundriss und drei Stockwerke in Blockbauweise. Sowohl das Gebäude selbst als auch die Fundamente bestehen aus regelmäßig geschnittenen Tuffsteinblöcken, während die Geschossböden aus Stahlträgern und Holzbrettern bestehen.
Ein niedriger, quadratischer Pronaos, der an den Seiten sich mit drei Bögen öffnet und eine Rechteckgewölbedecke hat, befindet sich vor dem Eingang zur Villa, während ein mit Zinnen bewehrtes Traufgesims die darüber liegende Terrasse abschließt.